# (8544) Sigenori
(8544) Sigenori (1993 YE) – planetoida z pasa głównego asteroid okrążająca Słońce w ciągu 3,51 lat w średniej odległości 2,31 au. Odkryta 17 grudnia 1993 roku.